# Huilaea minor
Huilaea minor là một loài thực vật có hoa trong họ Mua. Loài này được (L. Uribe) Lozano & N. Ruiz mô tả khoa học đầu tiên năm 1996.